# 森繁弘
森 繁弘（もり しげひろ、1928年〈昭和3年〉1月7日 - ）は、日本の陸軍軍人、航空自衛官、歴史学者。
第17代航空幕僚長、第16代統合幕僚会議議長。旧日本軍の軍服を着用した自衛官としては最後まで自衛隊に在隊していた。
在職中から日本史好きで知られており、邪馬台国研究では少数派の北九州説を唱えた。

## 略歴
東京生まれ。父が陸軍技術将校だったことから、その影響を受けて1941年（昭和16年）4月、大阪陸軍幼年学校に入学。1944年（昭和19年）2月、陸軍予科士官学校へ進み、翌1945年（昭和20年）1月、航空要員の増強により陸軍航空士官学校へ。同年8月、旧満州へ飛行訓練に向かう途中、元山で終戦となる。実際には終戦から5日遅れの報であった。ソ連軍の侵攻で百キロを徒歩行軍で敗走した苦い思い出を持つ。戦後は大阪市警の警察官として勤務したのち、1950年（昭和25年）9月、警察予備隊に2等警査（2等陸士）として入隊。
航空自衛隊発足と同時に転官、1956年（昭和31年）5月から7ヶ月間、F-86Fの訓練で米国に留学、その際、夜間飛行訓練中に雷雲によるコンパスの故障と燃料切れによりアリゾナの砂漠にベイルアウトし、三時間くらい砂漠をさまよった経験を持つという。その後、空幕防衛課長、第7航空団司令、北部方面航空隊司令官を経て、航空幕僚長に就任。空幕長としては、空自の装備近代化を着々と進め、ペトリオットの導入などに尽力した。また、統幕議長としては1986年（昭和61年）に初めて日米共同統合指揮所演習を実施し、日米及び陸海空自衛隊の統合運用の基礎固めに務めた。

## 年譜
- 1945年（昭和20年）8月：陸軍航空士官学校修業（第60期）
- 1950年（昭和25年）
  - 9月2日：警察予備隊入隊（2等警査）
  - 12月：2等警察士
- 1954年（昭和29年）10月：航空自衛隊に転官
- 1970年（昭和45年）7月1日：1等空佐に昇任
  - 10月：駐在ソ連日本国大使館防衛駐在官
- 1974年（昭和49年）7月16日：第8航空団副司令
- 1975年（昭和50年）
  - 5月16日：航空幕僚監部防衛部勤務
  - 7月1日：航空幕僚監部防衛部防衛課長
- 1976年（昭和51年）7月1日：空将補に昇任
- 1977年（昭和52年）10月20日：第7航空団司令兼百里基地司令
- 1979年（昭和54年）7月1日：空将に昇任
- 1980年（昭和55年）7月1日：北部航空方面隊司令官
- 1982年（昭和57年）7月1日：航空幕僚副長
- 1983年（昭和58年）4月26日：第17代航空幕僚長
- 1986年（昭和61年）2月6日：第16代統合幕僚会議議長
- 1987年（昭和62年）12月11日：退官。退官後は財団法人偕行社評議員を務める。
- 1998年（平成10年）4月29日：勲二等旭日重光章受章[4]

## 栄典
- レジオン・オブ・メリット・コマンダー - 1984年（昭和59年）2月21日
- 勲二等旭日重光章 - 1998年（平成10年）4月29日

## 著書
- 『発見! 邪馬台国への航跡』講談社、1987年。